# Kållands-Åsaka socken
Kållands-Åsaka socken i Västergötland ingick i Kållands härad, uppgick 1969 i Lidköpings stad och området ingår sedan 1971 i Lidköpings kommun och motsvarar från 2016 Kållands-Åsaka distrikt.
Socknens areal var 15,09 kvadratkilometer varav 14,88 land. År 2000 fanns här 286 invånare. Orten Lovene samt sockenkyrkan Kållands-Åsaka kyrka ligger i socknen.

## Administrativ historik
Socknen har medeltida ursprung. Före den 1 januari 1886 (ändring enligt beslut den 17 april 1885) var namnet Åsaka socken.

sockenvapen

Vid kommunreformen 1862 övergick socknens ansvar för de kyrkliga frågorna till Åsaka församling och för de borgerliga frågorna bildades Åsaka landskommun. Landskommunen uppgick 1952 i Kållands-Råda landskommun som 1969 uppgick i Lidköpings stad som 1971 ombildades till Lidköpings kommun. Församlingen uppgick 2006 i Kållands-Råda församling.
1 januari 2016 inrättades distriktet Kållands-Åsaka, med samma omfattning som församlingen hade 1999/2000. 
Socknen har tillhört län, fögderier, tingslag och domsagor enligt vad som beskrivs i artikeln Kållands härad. De indelta soldaterna tillhörde Västgöta-Dals regemente, Kållands kompani.

## Geografi
Kållands-Åsaka socken ligger sydväst om Lidköping med Lidan i öster. Socknen är en odlad slättbygd.

## Fornlämningar
Från järnåldern har funnits flatmarksgravar. En runsten finns vid kyrkan.

## Namnet
Namnet skrevs 1440 Asaka och kommer från kyrkbyn. Namnet har haft flera tolkningar, den nu förespråkade är att det innehåller as, 'asagud' och ek(e), 'ekdunge'.